# Louis Chauvin

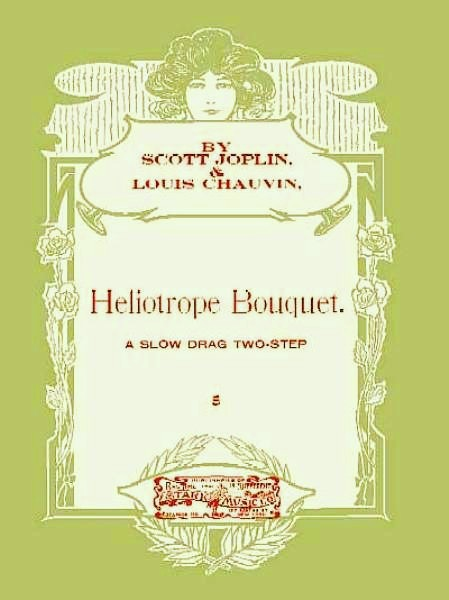
Sheet Music Cover von „Heliotrope Bouquet“ (1907)

Louis Chauvin (* 13. März 1881 in St. Louis, Missouri; † 26. März 1908 in Chicago, Illinois) war ein US-amerikanischer Ragtimepianist und -komponist.
Sein mexikanischer Vater war spanisch-indianischer Abstammung, seine Mutter Afroamerikanerin. Er galt um die Jahrhundertwende als einer der begabtesten und besten Ragtimepianisten und -komponisten in St. Louis und gehörte zur Ragtime-Community, die sich in Tom Turpins Bar regelmäßig traf. Er starb an der Syphilis, bevor seine Karriere richtig begonnen hatte.
Von seinen wenigen veröffentlichten Werken ist bis heute der gemeinsam mit Scott Joplin komponierte Rag Heliotrope Bouquet bekannt. Die ersten beiden „Strains“ sind von Chauvin und beweisen, dass er musikalisch und pianistisch mit Joplin auf einer Stufe stand.
Louis Chauvin starb am 26. März 1908 an den Folgen von Syphilis.

## Werke
- The Moon is Shining in the Skies (mit Sam Patterson, 1903)
- Babe, It’s Too Long Off (Text Elmar Bowman, 1906)
- Heliotrope Bouquet (mit Scott Joplin, 1907)